# 911 (cançó)
"911" és un senzill de Gorillaz amb D2 i Terry Hall. Es tracta d'una narració en relació amb els atemptats de l'11 de setembre de 2001. La cançó es va publicar com a descàrrega gratuïta en els respectius webs de Gorillaz i D12 durant el novembre de 2001. El 7 de desembre de 2001 es va llançar un 12" promocional.
Poc després del llançament del senzill, Gorillaz i D12 van realitzar un videoclip disponible mitjançant descàrrega digital. La cançó aparegué en la banda sonora de la pel·lícula Bad Company (2002).

## Llista de cançons
Descàrrega digital
1. "911"

12" Promo (GZD12 911)
1. "911"